# Camille Demesmay
Camille Demesmay, nacido el 15 de abril de 1815 en Besançon y fallecido el 4 de abril de 1890 en la misma ciudad, es un escultor francés.

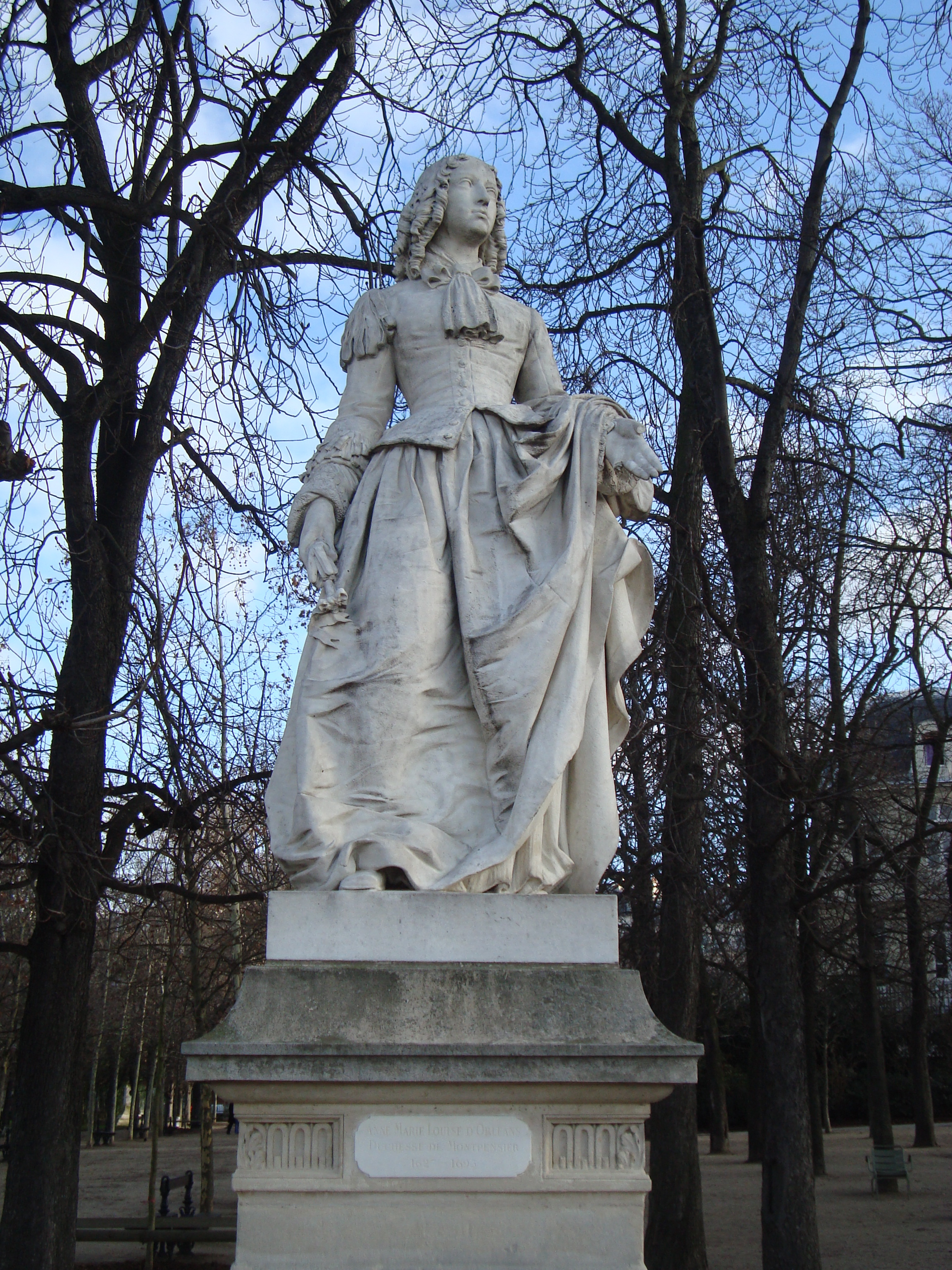
estatua de Ana María Luisa de Orleans, en París.

## Datos biográficos
Camille Demesmay nació en abril de 1815 en la ciudad de Besançon. Su padre Guy Ettiene Donat Demesmay (1780-1860), fue un brillante abogado, consejero municipal y consejero general de Doubs durante 20 años, después de la Revolución de 1830 fue teniente de alcalde de Flavien De Magnoncour.
Tras su formación artística, Camille ocupó en Besançon el puesto de director de la Escuela de diseño y comisario conservador del Museo.
Participa en el Salón de 1848 en el que la crítica dirá:
"Camille Demesmay no ha sido más afortunado. Tenía que pensar en la famosa Mlle. de Montpensier Con este fin, debastó una enorme pieza de mármol en el estilo de la época en que vivió su modelo. Así que vino a darnos una estatua colosal que el lujo monstruoso de su vestuario hace que sea muy desagradable. La escultura, como la poesía, debe conocer el arte de hacer sacrificio de la precisión en algunas ocasiones, y no tomar la realidad que conviene a su modelo, de lo contrario el arte ya no existe."

En el salón de 1850, presentó un busto de Chardin, que acabaría en el edificio de la Ópera cómica de París.
En 1854, entabló amistad con Johan Barthold Jongkind
Participa en el Salón de París de 1857 con varias obras, de entre las que sobresale una Virgen en estilo gótico - bizantino, ricamente vestida. En noviembre de ese año, como resultado de la exposición, Demesmay fue recomendado a Théophile Gautier por Arnold Fremy mediante una carta.
Participó en el salón de París de 1881, con la pintura: "La mare de Céry (Doubs)"(No 672).

## Obras
Entre las mejores y más conocidas obras de Camille Demesmay se incluyen las siguientes:
- Ana María Luisa de Orleans (1868) de la serie Reinas de Francia y mujeres ilustres del Jardín de Luxemburgo.

- Estatua de María de Borbón-Montpensier, llamada mademoiselle de Montpensier, presentada en el salón de 1848.

- Un artista en LOUIS XV - UN PEINTRE SOUS LOUIS XV barro, estatuilla en el Museo de Orsay de París ( RF 3965 )

- Busto de Herold en la Ópera cómica[7]

- Busto de Chardin, Museo de Picardía.[8] Presentado en el Salón de París de 1850.

- Medallón de la Virgen con el niño, en la fachada sur de la calle L´Aile, hôtel de Montmartin, actualmente hospital Saint-Jacques- 12 rue de l'Orme de Chamars, Besançon (Doubs- Franche-Comté)[9]

- Monumento conmemorativo 1870-1871 en Pontarlier, L'Ange vengeur - A la mémoire des morts des combats du 1.er février 1871 - Au centre du cimetière communal - Obra donada por el escultor[10]

- Mater Christi. (salón de 1857 N.º 2847)[11] Estatua en mármol. La estatua de la virgen fue un encargo del Ministerio del Interior francés, destinada a la capilla de la Virgen de la Iglesia Sainte-Genevieve de París. Se trasladó después de 1890 a la Iglesia de Notre Dame de Versailles. La Virgen presenta un vestuario ricamente adornado en estilo gótico - bizantino.

- Le general de división Comte Morand,(salón de 1857 N.º 2848) busto en mármol.
- Savary, Duque de Rovigo, ministro de la policía general, fallecido en 1833.[12] (salón de 1857 n.º 2849) Museo de Versalles.

- M. Raoul B. (salón de 1857 N.º 2850) Busto en terracota.